# Tsu (Mie)
Tsu (津市 Tsu-shi?) es una ciudad y capital de la prefectura de Mie, Japón. En junio de 2019 tenía una población de 275.371 habitantes y una densidad de población de 387 personas por km². Su área total es de 711,19 km².
Tsu originalmente nació de una ciudad castillo. Durante la era Edo, se volvió un punto de parada para las caravanas de viajeros que se dirigían a Ise, a 40 kilómetros al sureste. La ciudad moderna se fundó el 1 de abril de 1889. Cerca de la mitad de la ciudad fue destruida por Estados Unidos durante la Segunda Guerra Mundial en 1945, siendo reconstruida tras finalizar el conflicto, para ser aún una de las principales ciudades de la región.
Muchos creen que Tsu es el nombre de ciudad de pronunciación más corta del mundo.
En esta ciudad (antes llamada Hisai-shi) nació el ingeniero agrónomo y docente Hidesaburō Ueno (1872-1925), dueño del famoso perro fiel Hachikō (1923-1935).

## Geografía

### Municipios circundantes
- Prefectura de Mie
  - Suzuka
  - Kameyama
  - Matsusaka
  - Iga
  - Nabari
- Prefectura de Nara
  - Soni
  - Mitsue

## Demografía
Según datos del censo japonés, la población de Tsu ha disminuido en los últimos años.
| Año del censo | Población |
| ------------- | --------- |
| 1995          | 286.519   |
| 2000          | 286.521   |
| 2005          | 288.538   |
| 2010          | 285.746   |
| 2015          | 279.886   |